# Assela
Assela – miasto w środkowej Etiopii, w stanie Oromia. Według danych szacunkowych na rok 2008 liczy 88 682 mieszkańców.